# Mallotus megadontus
Mallotus megadontus är en törelväxtart som beskrevs av Paul Irwin Forster. Mallotus megadontus ingår i släktet Mallotus och familjen törelväxter. Inga underarter finns listade i Catalogue of Life.